# 鹿特丹斯巴達淦源足球會

舊會徽

港迪隊徽

斯巴達淦源足球會（Mutual FC），原名為淦源足球會，是一支香港的足球隊，成立於1993年，曾於2008-09年度首次升上香港甲組足球聯賽，在 13 隊中名列 12，只角逐了一季，便要降回乙組作賽。於2010–11年球季，獲得乙組聯賽亞軍，惟最終放棄升班，並且被香港足球總會取消參賽資格。2015年，球會轉為由荷蘭甲組足球聯賽球會鹿特丹斯巴達的亞洲足球學校接管，更名為斯巴達（淦源）足球會，角逐香港甲組聯賽。

## 球隊歷史
淦源於1996–97年球季，贏得香港丙組足球聯賽總冠軍，得以升上香港乙組足球聯賽，初時成績平平，之後成績逐漸改善，於2000–01年開始連奪三屆季軍，在2004–05年球季更獲得香港乙組足球聯賽亞軍，惟最終放棄升班，留在乙組作賽。
2005–06年球季，淦源曾經改名為韓中（Korchina），在香港乙組足球聯賽中，以 8 勝 5 和 11 負得 29 分的成績，排聯賽第五。一季後，用回原名淦源參賽。
淦源於2007–08年球季，奪得香港乙組足球聯賽冠軍，首次升上香港甲組足球聯賽作賽。球隊升班後以李思明、梁子駿、梁智駒等前東方足球隊球員，以及前港腳史提夫等為骨幹出戰香港甲組足球聯賽。
在2008–09年球季，淦源於首六場香港甲組足球聯賽取得一勝兩和成績，其中包括作客大埔運動場以 0–0 賽和新界地產和富大埔。不過，之後球隊表現卻每況愈下，2009年4月10日，球隊於聯賽負於屯門普高後，累積十六連敗（包括高級組銀牌賽及聯賽盃），於聯賽榜位列尾二。直到甲組聯賽第二十五輪，淦源以 1–6 大敗予四海流浪後，正式宣佈護級失敗，在甲組只角逐了一季，便要降回乙組作賽。
2009–10年球季香港乙組足球聯賽，擁有梁承傑、潘文俊、譚兆偉、韓國俊等前甲組球員，惟最終只得第七名。

## 球隊近況
2010年夏天，獲得獲得中國內地金融公司贊助，改名港迪參賽，投資200,0000班費，聘請前沙田教練李偉文執教，帶同一班沙田舊將，並羅致前香港足球代表隊前鋒羅倫士、史提夫、麥國輝、郭裕洪、法比奧等前甲組球員，配合林展滔、黃豐達等具潛質的年青球員，爭取升班資格。
結果獲得香港乙組足球聯賽亞軍，原計劃重返香港甲組足球聯賽作賽。惟由於贊助商告吹，港迪於2011年8月初決定放棄組軍，將球隊交回淦源，淦源在獲得新贊助商斟洽合作下，要求香港足球總會將決定升班期限延至2011年8月9日，獲得批准。不過，淦源最終無法在限期前找到新贊助商，放棄升班資格，令原本斟妥加盟的劉志強、陳耀麟、賴嘉輝、吳逸凱等球員頓變失業大軍。由於新一屆香港乙組足球聯賽已編定，淦源亦不能參加乙組聯賽，被取消參賽資格。
2012-13球季，淦源加入復辦的香港丁組足球聯賽，並邀請到陳耀麟、賴嘉輝、李培、梁金輝等前甲組球員加盟，爭取升班。
2013年4月21日在麥花臣球場舉行的Nike5人足球賽男子公開組決賽，淦源憑梁智駒與李思明各建一功，以 2–0 勝出奪得冠軍，梁智駒更榮膺最有價值球員獎。
2015-16球季，會籍借予荷蘭甲組足球聯賽球會鹿特丹斯巴達的亞洲足球學校，並更名為斯巴達(淦源)足球會。
2018-19球季，雖然會籍仍然借予斯巴達亞洲足球學校，但在甲組聯賽卻改回以淦源名義參賽。
2019-20球季，球隊名稱再次更改，改為斯巴達亞洲參加乙組聯賽。
2020-21球季，球隊參加乙組聯賽的名稱再次更改，改回以淦源名義參賽，但會籍仍然交由斯巴達亞洲足球學校負責管理。
2024-25球季，得到天安中國冠名，球隊名稱更改為天安斯巴達足球會，但於乙組聯賽中仍以淦源名義參賽。

## 球隊名稱變遷
- 1993–2005年、2006–2010年、2011–2015年：淦源 (Mutual)
- 2005–2006年：韓中 (Korchina)
- 2010–2011年：港迪 (Pontic)
- 2015–2019年：鹿特丹斯巴達(淦源) (Sparta Rotterdam) (Mutual)
- 2019–2020年：斯巴達亞洲 (Sparta Asia)
- 2020–2024年：斯巴達亞洲(淦源) (Sparta Asia)(Mutual)
- 2024–：天安斯巴達足球會(淦源) (Tian An Sparta Asia)(Mutual)

## 球會榮譽
| 榮譽                             | 次數        | 年度        |
| 本 土 聯 賽                      | 本 土 聯 賽 | 本 土 聯 賽 |
| -------------------------------- | ----------- | ----------- |
| 乙組聯賽 冠軍                    | 1           | 2007–08年   |
| 丙組聯賽 冠軍                    | 1           | 1996–97年   |
| 本 土 盃 賽                      |             |             |
| 初級組銀牌 冠軍                  | 1           | 2000–01年   |
| Nike5人足球賽男子公開組決賽 冠軍 | 1           | 2013年      |

## 職球員名單

### 職員名單
| 總監：       | 勞景祐                  |
| 總教練：     | 鄺梓軒                  |
| 助教：       | 陳瑞童、 李政皜、黃子昊 |
| 守門員教練： | 葉文傑                  |

### 球員名單
| 號碼   | 國籍            | 球員名字                                | 出生日期       | 加盟年份 | 前屬球會     |
| 守門員 | 守門員          | 守門員                                  | 守門員         | 守門員   | 守門員       |
| ------ | --------------- | --------------------------------------- | -------------- | -------- | ------------ |
| 1      | 香港            | 陳懷志（Chan Wai Chi）                  | 1996年9月17日  | 2014年   | 愉園預備組   |
| 27     | 香港            | 邱世添（Yau Sai Tim）                   | 1991年8月15日  | 2014年   | 東昇         |
| 29     | 香港            | 吳志浩（Ng Chi Ho）                     |                | 2014年   | 自由身       |
| 後衛   |                 |                                         |                |          |              |
| 3      | 香港            | 何浚皓（Ho Chun Ho）                    |                | 2014年   | 愉園預備組   |
| 4      | 香港            | 譚浩邦（Tam Ho Bong）                   | 1989年3月23日  | 2014年   | 自由身       |
| 5      | 香港            | 李肇璋（Lee Siu Cheung）                | 1988年12月20日 | 2014年   | 東昇         |
| 6      | 香港            | 廖俊喬（Liu Chun Kui）                  |                |          |              |
| 15     | 香港            | 蔡仲賢（Choi Chung Yin Johnny）         | 1977年1月22日  | 2014年   | 駿其天旭     |
| 21     | 香港            | 吳柏朗（Ng Pak Long）                   |                | 2014年   | 自由身       |
| 26     | 香港            | 以正（Wong Yi Ching）                   | 1996年5月4日   | 2014年   | 愉園預備組   |
| --     | 香港            | 釗域亞歷山大（Stewart Alexander Parin） | 1993年10月3日  | 2015年   | 黃大仙       |
| --     | 香港            | 黃俊霖（Wong Chun Lam）                 | 1991年4月10日  | 2015年   | 駿其天旭     |
| 中場   |                 |                                         |                |          |              |
| 7      | 香港            | 杜佳銘（Du Jiaming）                    | 1997年         | 2014年   | 愉園預備組   |
| 8      | 法國 · 香港     | 文彥（Adam Boulanger）                  | 1997年6月13日  | 2014年   | 愉園預備組   |
| 10     | 香港            | 余建銘（Yu Kin Ming Justin）            | 1997年4月      | 2014年   | 愉園預備組   |
| 11     | 香港            | 葉沛恆（Ip Pui Hang）                   |                |          |              |
| 12     | 香港            | 潘文韜（Poon Man Tao）                  | 1996年12月3日  | 2014年   | 愉園預備組   |
| 13     | 香港            | 戴思聰（Tai Sze Chung）                 | 1989年10月25日 |          | 愉園預備組   |
| 18     | 香港            | 蘇康城（So Hong Shing）                 | 1980年11月7日  | 2014年   | 和富大埔     |
| --     | 香港            | 陸柏熹（Luk Pak Hei）                   | 1990年1月14日  |          |              |
| 前鋒   |                 |                                         |                |          |              |
| 9      | 香港            | 李博傑（Lee Bok Kit）                   | 1996年8月14日  | 2014年   | 愉園預備組   |
| 24     | 奈及利亞 · 香港 | 羅倫士（Lawrence Chimezie Akandu）      | 1974年1月20日  | 2014年   | 駿其天旭     |
| 37     | 香港            | 鐘哿謙（Chun Ho Him）                   |                |          |              |
| 38     | 香港            | 葛祖威（Kot Cho Wai）                   | 1991年12月16日 | 2014年   | 日之泉JC晨曦 |

### 2020一2021年球員陣容(乙組)
- 龍門葉文傑
- 龍門陳懷志
- 鄺梓軒
- 金保羅
- 羅倫士
- 王以正
- 梁卓彥
- 袁昊藍
- 黃宇峰
- 譚君寶

## 外部連結
- 香港足球總會網頁球會資料
- 鹿特丹斯巴達淦源足球會Facebook專頁